# پاتریک آلوتی
پاتریک آلوتی (انگلیسی: Patrick Allotey; ۱۳ دسامبر ۱۹۷۸ – ۲۷ ژوئن ۲۰۰۷) بازیکن فوتبال اهل غنا بود.
از باشگاه‌هایی که در آن بازی کرده است می‌توان به باشگاه فوتبال اکسلسیور و باشگاه فوتبال فاینورد اشاره کرد.
وی همچنین در تیم ملی فوتبال غنا بازی کرده است.